# Behavior and Social Issues
Behavior and Social Issues is een Amerikaans collegiaal getoetst wetenschappelijk psychologisch en interdisciplinair tijdschrift. Het is een open-accesstijdschrift, wat wil zeggen dat het online wordt uitgegeven en voor iedereen gratis beschikbaar is. Behavior and Social Issues verscheen voor het eerst in 1978 onder de naam "Behaviorists for Social Action Journal" en sinds 1991 onder de huidige naam. Het wordt uitgegeven door de Library van de Universiteit van Illinois te Chicago in samenwerking met Behaviorists for Social Responsibility (BFSR).

## Geschiedenis

### Voorlopers
De Association for Behavior Analysis International (ABAI) is een grote gedragsanalytische (behavioristische) organisatie met meerdere deelorganisaties. In 1976 organiseerden drie studenten van de Western Michigan University - Harry Kent, Marie Greening en Elizabeth de la Ossa - op het jaarlijkse congres van de Midwestern Association for Behavior Analysis (de oorspronkelijke naam van ABAI) een symposium met als titel "Radical Political Behaviorism". Het symposium wekte interesse en er werd besloten het jaar daarop opnieuw een bijeenkomst te houden.
Voordien, reeds in 1970, had in het westen van de Verenigde Staten een groep linkse behavioristen met zowel professoren als studenten elkaar gevonden. Ze organiseerden vooral aan de California State University - Sacramento activiteiten onder de naam "Marxist operant conditioners". Er ontstond contact tussen deze groep en de groep die zich intussen rond de drie studenten vormde en het jaar daarop, in 1977, organiseerden ze op de conventie van de Midwestern Association for Behavior Analysis (MABA) samen een symposium onder de naam "Radical Political Behaviorists". Nadien werd besloten om verder samen te werken onder de minder geladen naam "Behaviorists for Social Action". Op het MABA-congres van 1978 hielden ze hun eerste officiële bijeenkomst. Hiermee werden ze de eerste (en nu oudste) Special Interest Group (SIG) van de ABAI. Het doel van deze groep is het stimuleren van de toepassing van de gedragsanalyse op het gebied van sociale kwesties, mensenrechten en milieugerelateerde zaken.
Datzelfde jaar, in 1978, zag hun eerste tijdschrift het licht: Behaviorists for Social Action Journal, een zeer politiek-links tijdschrift dat gedrukt werd op rood papier. Het eerste nummer bevatte het manifest van de groep. Dit manifest werd ondertekend door 45 gedragsanalysten, waaronder enkele nog zeer vermaarde zoals Steven Hayes en de vader van de gedragsanalyse Skinner. Reeds snel ontstond er echter spanning tussen de politiek-linkse vleugel en de meer pragmatische progressieven binnen de groep. Een artikel van Richard Rakos uit 1980 zocht hiervoor een verzoening. De oorspronkelijke hoofdredacteur van het tijdschrift, Joseph Morrow, was extreemlinks, maar steunde de bijsturing met het oog op meer groeimogelijkheden. Hij vroeg Rakos dan ook om het hoofdredacteurschap op zich te nemen, wat deze deed vanaf 1982. Behaviorists for Social Action Journal verscheen tot 1984, doorgaans met een ritme van één nummer per jaar, met uitzondering van 1979, toen er twee verschenen.
In 1985 verscheen geen tijdschrift, maar in 1986 verscheen het opnieuw, zij het met een andere naam: Behavior Analysis and Social Action. Rakos was nog steeds de hoofdredacteur. Onder deze naam verschenen maar 4 nummers, het laatste in 1989.

### Huidige naam
In december van 1989 werd de publicatie van het tijdschrift overgenomen door het Cambridge Center for Behavioral Studies. Dit centrum had net voordien reeds het tijdschrift Behavior and Philosophy overgenomen (oorspronkelijk heette dat tijdschrift Behaviorism) en streefde naar eenzelfde vorm en herkenbare titels. Daarom werd Behavior Analysis and Social Action omgedoopt tot Behavior and Social Issues. Het eerste nummer onder de huidige naam verscheen in 1991 - 1990 werd overgeslagen. De telling begon opnieuw van "Volume 1". Aanvankelijk verschenen doorgaans twee nummers per jaar en vanaf 2009 telkens een. Rakos bleef hoofdredacteur tot 1993, waarna hij - vanaf Volume 4 - werd opgevolgd door Janet Ellis.
In 1996 veranderden de "Behaviorists for Social Action" ook hun naam in de huidige: "Behaviorists for Social Responsibility".
Vanaf 1999 (Volume 9) verscheen naast de papieren versie voor het eerst ook een online versie in "open access". Een jaar later, in 2000 besliste het Cambridge Center for Behavioral Studies de uitgave van het tijdschrift te stoppen omdat de kosten te hoog opliepen. Volume 10 werd hun laatste uitgave. De Behaviorists for Social Responsibility SIG verkreeg de rechten terug en zette de publicatie zowel op papier als online verder vanaf Volume 11 in 2001. Mark Mattaini werd tegelijk de nieuwe hoofdredacteur en is dat tot op heden.
Vanaf 2006 wordt het tijdschrift uitgegeven door de Behaviorists for Social Responsibility in samenwerking met de Library van de Universiteit van Illinois te Chicago. Het aantal abonnementen bleef evenwel dalen en het aantal downloads steeg. Daarom wordt het tijdschrift vanaf 2010 alleen nog online uitgegeven. In 2017 werden alle oude nummers ingescand en gratis online ter beschikking gesteld.

## Hoofdredacteurs
- 1978 - 1981: Joseph Morrow
- 1982 - 1993: Richard Rakos
- 1994 - 2000: Janet Ellis
- 2001 - heden: Mark Mattaini